# Faviinae
Faviinae vormen een onderfamilie van rifkoralen in de familie Mussidae. 

## Geslachten
- Colpophyllia Milne-Edwards & Haime, 1848
- Diploria Milne-Edwards & Haime, 1848
- Favia Milne-Edwards, 1857
- Manicina Ehrenberg, 1834
- Mussismilia Ortmann, 1890
- Pseudodiploria Fukami, Budd & Knowlton, 2012